# Walburgakerk (Drogeham)
De Walburgakerk (Fries: Walburga Tsjerke) is een kerkgebouw in Drogeham in de Nederlandse provincie Friesland. De kerk wordt gebruikt door de PKN gemeente van Drogeham.

## Beschrijving
De zadeldaktoren (13e eeuw) werd blijkens jaartalankers in 1704 hersteld. De toren is een rijksmonument. Op 12 juni 1876 werd de eerste steen gelegd door G. Kim voor een nieuwe kerk ter vervanging van de bouwvallige middeleeuwse kerk (13e eeuw). De neoromaanse zaalkerk met lisenen en rondboogvensters heeft een rond gesloten koor. De kerk is genoemd naar de Heilige Walburga. Het orgel van A.S.J. Dekker werd in 1921 in de kerk geplaatst.

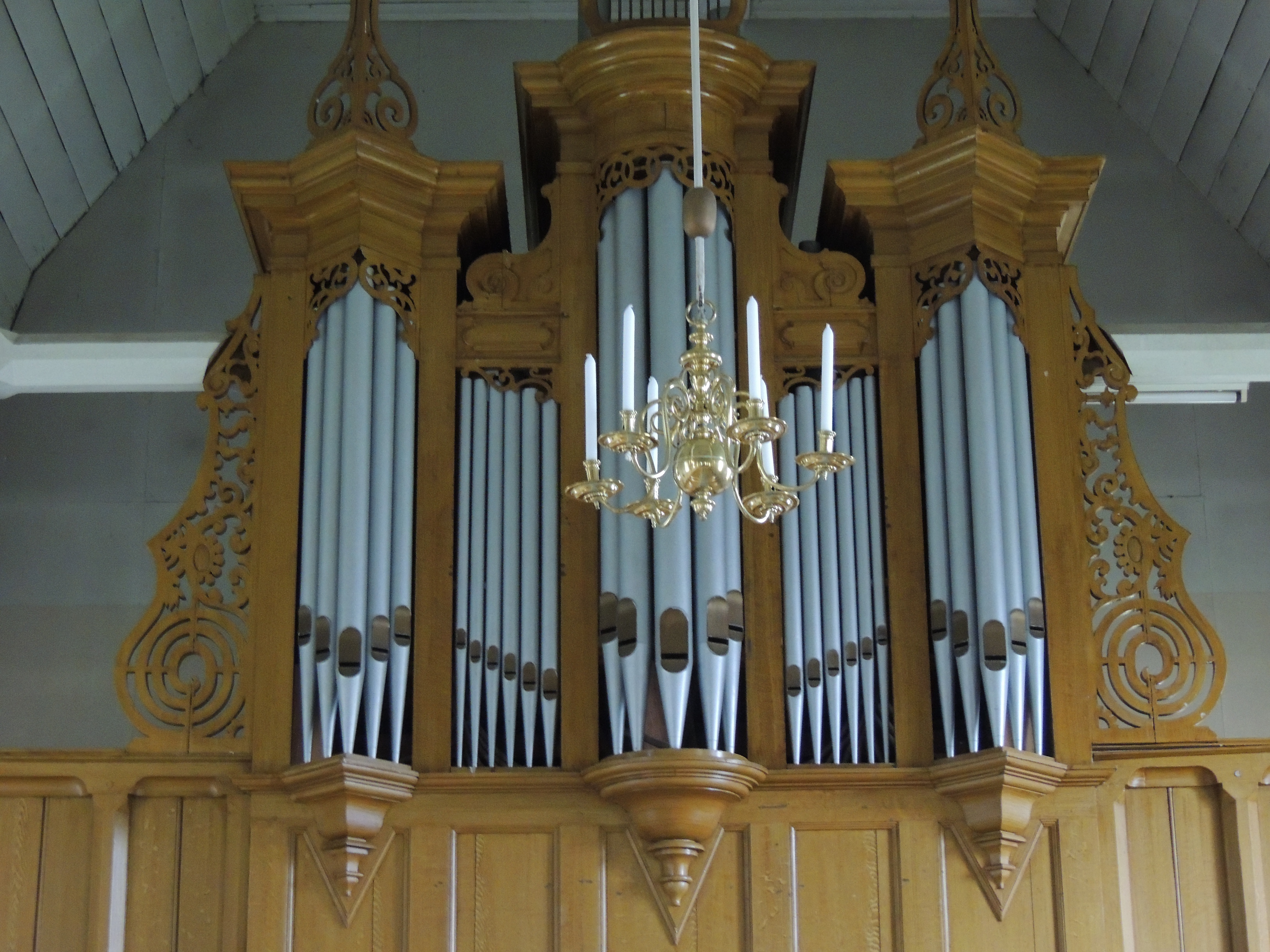
Orgel (2013)
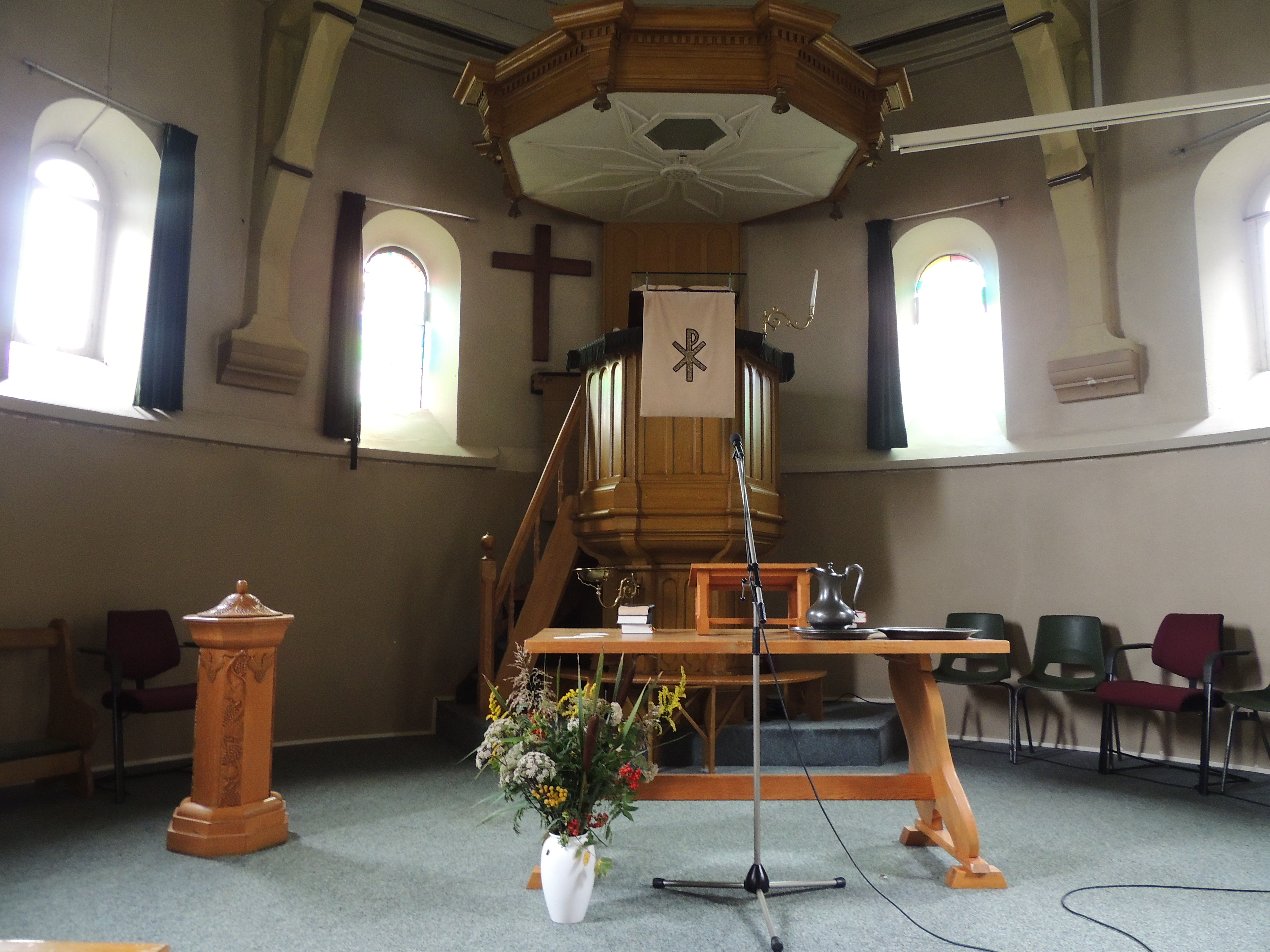
Interieur met preekstoel in 2013

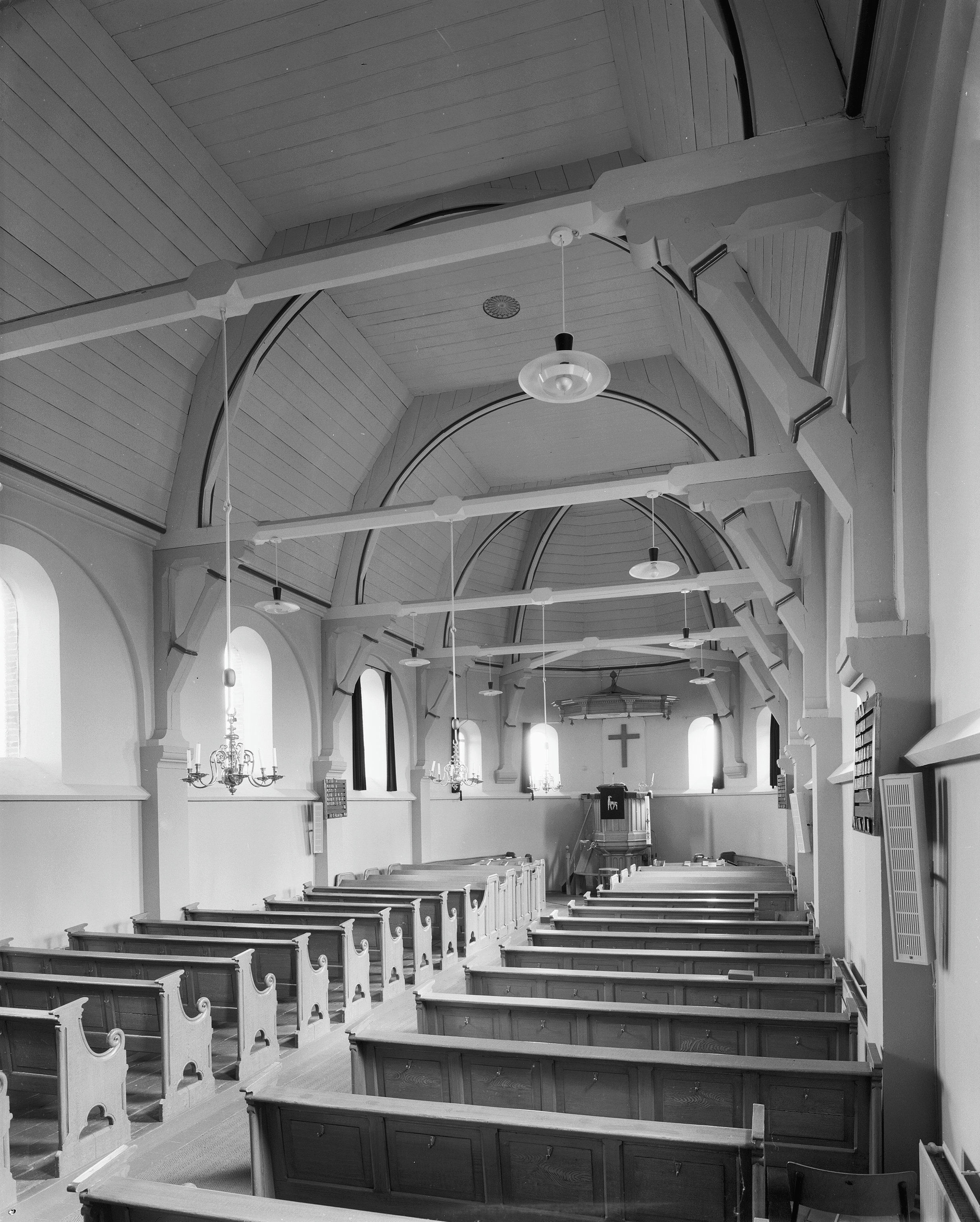
Interieur met preekstoel in 1984
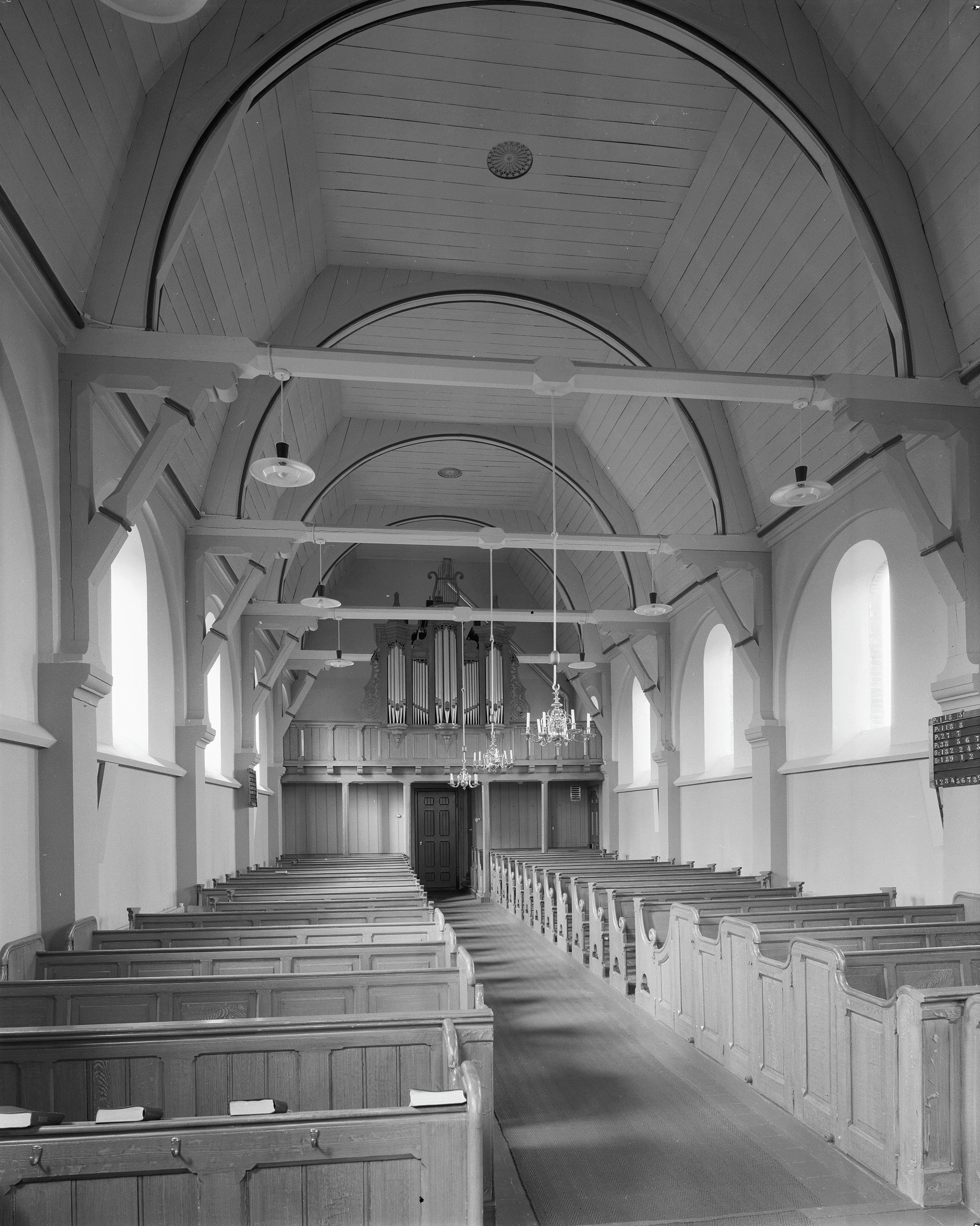
Interieur met orgel in 1984